# Christoph Springer
Christoph Springer, nacido el 30 de octubre de 1985 en Oberndorf am Neckar, es un ciclista alemán que fue profesional entre 2008 y 2015. 

## Palmarés
2009
- Tour de Egipto